# Mustela erminea celenda
Mustela erminea celenda es una subespecie de  mamíferos carnívoros  de la familia Mustelidae subfamilia Mustelinae.

## Distribución geográfica
Se encuentra en Alaska.